# Kantina
Kantina (arabiska: كانتينة) är en ort i Marocko, som i folkräkningen räknas som stad i landskommunen Aït Yaazem. Den ligger i provinsen El Hajeb och regionen Fès-Meknès, 120 km öster om huvudstaden Rabat. Antalet invånare var 3 642 vid folkräkningen 2014.